# توماس عجیب (فیلم)
توماس عجیب یا آد توماس (به انگلیسی: Odd Thomas) فیلمی محصول سال ۲۰۱۳ و به کارگردانی استیون سامرز است. در این فیلم بازیگرانی همچون آنتون یلچین، ویلم دفو، ادیسن تیملین، نیکو ترترلا، گوگو امبتا-را، شولر هنسلی، لئونور وارلا و ملیسا اوردوی ایفای نقش کرده‌اند.